# YTV
YTV is een Canadees-Engelstalig kabeltelevisiekanaal gericht op de jeugd, landelijk beschikbaar via kabel en satelliettelevisie. Sinds 2011 is het volledig eigendom van Corus Entertainment. De "YTV" naam is bedacht door een aantal kijkers. De afkorting staat voor "Youth Television", maar het kanaal op de website ontkent dit. Het kanaal werkt in twee keer verschoven feeds, Oost (Eastern Standard Time) en West (Pacific Standard Time) in verband met het tijdsverschil.

## Geschiedenis
YTV was de opvolger van twee eerdere speciale programmazenders uit Ontario. De twee grootste aandeelhouders in YTV waren twee kabelmaatschappijen, Rogers Cable en een bedrijf dat bekendstaat als CUC Broadcasting, dat later zou worden overgenomen door Shaw Communications. In 1995, door middel van verschillende overnames en ambachten, had Shaw de volledige controle over YTV verzekerd, later werd het afgesplitst, als onderdeel van Corus Entertainment in 1999.

## Opmaak
Nadat Corus de controle van het kanaal in 1999 had overgenomen, begon YTV een Nickelodeon-achtige zender te worden, met veel minder poespas. In de loop der jaren heeft YTV gebruikgemaakt van een aantal verschillende on-air logo's, met dezelfde indeling van witte letters op diverse bizarre en fantasierijke wezens. Het logo wordt gebruikt op de productiecredits, en dus waarschijnlijk het "officiële" logo van deze regeling op een rode scherm van een gestileerde paarse televisie. De advertenties zijn vaak gericht op het bevorderen van het merk door middel van grove humor. In het najaar van 2005 werd het logo veel eenvoudiger gemaakt, in het voorjaar van 2006 werd deze look aangepast voor het hele station. In september 2009 werd het logo opnieuw licht gewijzigd. Het kenmerkte nieuwe kleuren van het logo en de achtergrond van de YTV logo werd vereenvoudigd. Nu zijn er veel grote, ondoorzichtige digitale on-screen graphics die je vertelt welke programma's er komen en promoties van de programma's.

## Programma's
Enkele programma's die in Nederland ook worden uitgezonden:
- iCarly
- Spongebob Squarepants
- Victorious
- Pokémon
- Rupert
- League of Super Evil
- Fanboy en Chum Chum
- Big Time Rush
- Life with Boys
- Mr. Young

Enkele programma's die niet in Nederland worden uitgezonden:
- Sidekick
- The Next Star
- Crunch
- The Zone
- Big Fun Movies

## YTV HD
Vanaf 11 januari 2011, zendt YTV ook high definition tv-programma's uit.